# Trường Đông
Trường Đông là một xã thuộc thị xã Hòa Thành, tỉnh Tây Ninh, Việt Nam.

## Địa lý
Xã Trường Đông nằm ở phía đông nam thị xã Hòa Thành, có vị trí địa lý:
- Phía bắc giáp xã Trường Hòa
- Phía đông nam giáp huyện Gò Dầu
- Phía tây giáp xã Trường Tây
- Phía tây nam giáp huyện Châu Thành.

Xã Trường Đông có diện tích 22,86 km², dân số năm 2019 là 16.662 người, mật độ dân số đạt 729 người/km².

## Hành chính
Xã Trường Đông được chia thành 5 ấp: Năm Trại, Trường Ân, Trường Đức, Trường Lưu, Trường Phú.

## Lịch sử
Xã Trường Đông được thành lập vào năm 1979 trên cơ sở điều chỉnh một phần diện tích và dân số của xã Trường Hòa, gồm các thôn: Trường Lưu, Trường Phú, Trường Đức, Trường Ân.
Ngày 1 tháng 2 năm 2020, thành lập thị xã Hòa Thành trên cơ sở toàn bộ diện tích và dân số của huyện Hòa Thành. Xã Trường Đông thuộc thị xã Hòa Thành.